# Чумаченко, Дмитрий Михайлович
Дмитрий Михайлович Чумаченко (22 февраля 1912, Баку — 7 ноября 1989, Ростов-на-Дону) — авиастроитель, директор Ростовского вертолётного завода в период с 1955 по 1980 год. Почётный авиастроитель, Герой Социалистического Труда, лауреат Государственной премии СССР.

## Биография
Родился 22 февраля 1912 года в городе Баку в семье рабочего-кораблестроителя. Юность прошла в Николаеве, куда родители перебрались из Баку после его рождения. Работать начал на судостроительном заводе им. Андре Марти в качестве ученика слесаря после окончания фабзавуча. Затем поступил на рабфак Харьковского авиационного института ХАИ, только что открытого в Николаеве, в сентябре 1931 года учился в Харькове.
После окончания ХАИ получил назначение на только что построенный Иркутский авиационный завод. Там встретил свою будущую жену Маргариту Матвеевну, там у них родилась дочь Нина.
Работая на Иркутском авиазаводе, Чумаченко прошел путь от мастера до начальника цеха в 1940 году. На должностях начальника цеха проработал до 1947 года, возглавляя слесарно-сборочный, аэродромный, инструментальный и, наконец, самый главный — цех окончательной сборки самолетов.
В 1947 году работники Иркутского авиазавода, избрали Чумаченко председателем заводского комитета профсоюзов. В 1949 году руководство Иркутского авиазавода за заслуги в производственной и общественной деятельности направило Чумаченко на учебу в Москву в Академию авиационной промышленности.

### Директор завода
После окончания Академии в 1951 году Чумаченко получил назначение на Ростовский авиационный завод на должность главного контролера качества выпускаемой продукции. В январе 1955 года стал директором завода. Это был период, когда из-за отсутствия заявок от министерства авиационной промышленности производство на предприятии практически остановилось. Чумаченко, встретившись в Москве с Генеральным конструктором вертолетов Михаилом Милем, загорелся его идеями винтокрылых машин.
В 1956 году предприятие было перепрофилировано на выпуск винтокрылых машин и превратилось в один из крупнейших в мире серийных заводов по производству вертолетов..
25 лет (с 1955 по 1980 годы) Чумаченко стоял у руля Ростовского вертолетного объединения. Под его руководством была произведена коренная реконструкция предприятия, освоено производство первых в стране вертолетов конструкции Миля:
- Ми-1 (1956);
- Ми-6 (1959), Ми-10 (1963);
- Ми-24 (1973);
- Ми-10К (1975);
- Произведен запуск и начато производство Ми-26 (1978—1979).

При нем был выстроен новый громадный корпус цеха сборки вертолетов, новое здание кузнечно-прессового цеха и ряд других заводских корпусов.
В годы директорства Чумаченко было начато строительство жилья для работников завода, детских садов, общежитий. На территории завода были построены кафе и столовые. Ранее небольшая заводская амбулатория стала медсанчастью на 45 кабинетов, оснащенных новейшей аппаратурой того времени.
В ноябре 1976 года был построен Дворец культуры вертолётостроителей. В 1960 году для отдыха заводчан на черноморском побережье был построен оздоровительный комплекс «Зорька» с пионерским лагерем для детей.
За годы управления Ростовским вертолетным заводом Чумаченко был удостоен многих правительственных наград: два ордена Ленина, два ордена Трудового Красного Знамени, 6 медалей, а самым высоким стало звание Героя социалистического труда (1971 г.) За освоение серийного выпуска самого грузоподъемного в мире вертолета Ми-6в 1968 году он получил звание лауреата Государственной премии СССР. Удостоен звания «Почетный авиастроитель», ордена «Знак Почета» (1943), «Отечественной войны 2-й степени» (1945). Медаль «За доблестный труд в годы Великой Отечественной войны» он получил, работая на Иркутском авиационном заводе в годы войны.
Чумаченко участвовал в общественной жизни города Ростова-на-Дону и области, будучи членом бюро горкома и обкома партии. Неоднократно избирался депутатом городского и областного советов депутатов трудящихся.
В январе 1980 Ростовское Вертолётное производственное объединение торжественно проводило Чумаченко на заслуженный отдых.
До самой смерти 7 ноября 1989 года работал заместителем начальника филиала Московского вертолетного завода им. М Л. Миля в Ростове-на-Дону.

## Память
- В феврале 2002 года, к 90-летию со дня рождения, имя Д. М. Чумаченко было присвоено Ростовской гимназии № 34 (подшефное учебное заведение «Роствертола»)[3].